# میتفورد، نورث‌آمبرلند
میتفورد (به انگلیسی: Mitford) یک روستا و محله مدنی در بریتانیا است که در نورث‌آمبرلند واقع شده‌است. میتفورد ۴۴۸ نفر جمعیت دارد.